# Jan-Hendrik Wohlers
Jan-Hendrik Wohlers (* 1970/1971 in Bad Oldesloe) ist ein ehemaliger deutscher American-Football-Spieler.

## Laufbahn
Wohlers war 1990 Gründungsmitglied der American-Football-Mannschaft Stormarn Vikings. 1994 wechselte der 1,87 Meter große Linebacker zu den Hamburg Blue Devils. Er war bis 2003 Teil der Mannschaft, die in dieser Zeit viermal das Endspiel um die deutsche Meisterschaft (German Bowl) sowie dreimal den Eurobowl gewann. Wohlers spielte zudem für die deutsche Nationalmannschaft, bei der Europameisterschaft 2001 wurde er mit der Auswahl des American Football Verband Deutschlandes (AFVD) Europameister und 2000 Zweiter. Ab Juni 2002 war er Pressesprecher der Blue Devils.
Wohlers, der beruflich als Versicherungskaufmann tätig wurde und zeitweilig Auftritte als Komiker bestritt, war als Trainer bei den Hamburg Eagles (ab 2004, ab 2005 dann Cheftrainer) und Hamburg Amazons tätig, beim AFVD-Landesverband Hamburg gab er in der Trainerausbildung seine Erfahrung weiter. Des Weiteren gehörte er ab 2007 als Verteidigungskoordinator dem Trainerstab der Landesjugendauswahlmannschaft Schleswig-Holstein an. Im Vorfeld der Saison 2019 wurde er Mitglied des Trainerstabs des Zweitligisten Elmshorn Fighting Pirates, dort übernahm er die Betreuung der Spieler mit Spezialaufgaben, schied aber noch vor dem Saisonauftakt wieder aus.